# Kuta Paya (Seunagan)
Kuta Paya is een bestuurslaag in het regentschap Nagan Raya van de provincie Atjeh, Indonesië. Kuta Paya telt 363 inwoners (volkstelling 2010).